# Louise Moreau (femme politique)
 (août 2023).
Si vous disposez d'ouvrages ou d'articles de référence ou si vous connaissez des sites web de qualité traitant du thème abordé ici, merci de compléter l'article en donnant les références utiles à sa vérifiabilité et en les liant à la section « Notes et références ».
Pour les articles homonymes, voir Louise Moreau.
Louise Moreau, née Louise Montreynaud le 29 janvier 1921 à Grenoble (Isère) et morte le 5 février 2001 dans le 14e arrondissement de Paris, est une femme politique française.

## La résistance et la vie professionnelle
Née à Grenoble le 29 janvier 1921, Louise Moreau s'engage pendant la Seconde Guerre mondiale dans la Résistance. Devenue prématurément veuve, elle entame une carrière professionnelle qui la conduira à devenir chef d'entreprise[réf. nécessaire].

## Début de la carrière politique
À la mort de son mari Pierre Moreau, elle se lance en politique. En 1967, elle devient vice-présidente du Centre démocrate (CD). Elle est élue maire de Mandelieu-la-Napoule en 1971. Réélue en 1977, elle est candidate de la toute nouvelle UDF créée le 1er février 1978 sous l'impulsion du président de la République Valéry Giscard d'Estaing. Elle affronte à cette occasion, dans la 5e circonscription des Alpes-Maritimes (Cannes-Antibes) le député sortant et maire de Cannes, Bernard Cornut-Gentille qui est soutenu par le Parti socialiste, ainsi qu'Anne-Marie Dupuy, candidate du RPR, dont elle a été secrétaire générale adjointe, et ancienne directrice du cabinet de Georges Pompidou de 1969 à 1974. Au soir du 1er tour, le 12 mars 1978, Louise Moreau arrive en seconde position avec 25 %, juste dernière Bernard Cornut-Gentille (26 %) et devant Anne-Marie Dupuy (21 %) qui se désiste en sa faveur, ce qui assure au second tour la victoire de Louise Moreau avec 53 % des voix : la circonscription de Cannes bascule ainsi de gauche à droite dans un contexte national plutôt marqué par une poussée de la gauche. En 1979, elle est élue députée européenne sur la liste UDF conduite par Simone Veil.
Elle est réélue députée en 1981 face au même Bernard Cornut-Gentille, mais d'extrême justesse (50,35 % contre 49,65 %).

## 1981 à 1995
Louise Moreau est réélue maire de Mandelieu-la Napoule en 1983. Trois ans plus tard, elle figure en seconde position sur la liste d'union de l'opposition RPR-UDF conduite par le maire de Nice, Jacques Médecin, ce qui lui permet d'être réélue à l'Assemblée nationale. Elle est réélue deux ans plus tard député de la huitième circonscription des Alpes-Maritimes (Cannes-Mandelieu) et réélue pour la quatrième fois maire de Mandelieu en 1989.
En 1988, au sein de l'UDF, elle quitte le Centre des démocrates sociaux (CDS) pour rejoindre les adhérents directs de l'UDF.
En 1993, dans la circonscription de Cannes, Louise Moreau est menacée par un candidat dissident issu de la même famille qu'elle : Michel Mouillot, maire de Cannes. Déterminée à conserver son siège, Louise Moreau fait équipe avec Anne-Marie Dupuy. Devancée par Mouillot au soir du premier tour (29 % contre 32 %) elle parvient cependant à l'emporter au second tour avec 51,3 % alors que Mouillot a été handicapé entre les deux tours par la révélation de déboires judiciaires.

## La perte de Mandelieu
En 1995, candidate à sa succession, elle perd la mairie au profit d'Henri Leroy, soutenu par le RPR. Il s'agit là de son premier échec électoral, ce sera également le seul de toute sa carrière politique.

## Les dernières années
En avril 1997, le président Jacques Chirac décide de dissoudre l'Assemblée nationale. Après sa défaite à Mandelieu, Louise Moreau songe à ne pas solliciter à nouveau les suffrages des électeurs. Mais devant l'insistance pressante de Jacques Chirac, avec lequel elle entretient d'excellentes relations, Louise Moreau accepte de repartir une dernière fois au combat. Réélue le 1er juin 1997, elle meurt en cours de mandat le 5 février 2001. Elle est remplacée à l'Assemblée nationale par Bernard Brochand qui est élu en mars 2001 maire de Cannes.

## Décoration
- Médaille de la Résistance française avec rosette (décret du 3 octobre 1946)[3]

## Hommages

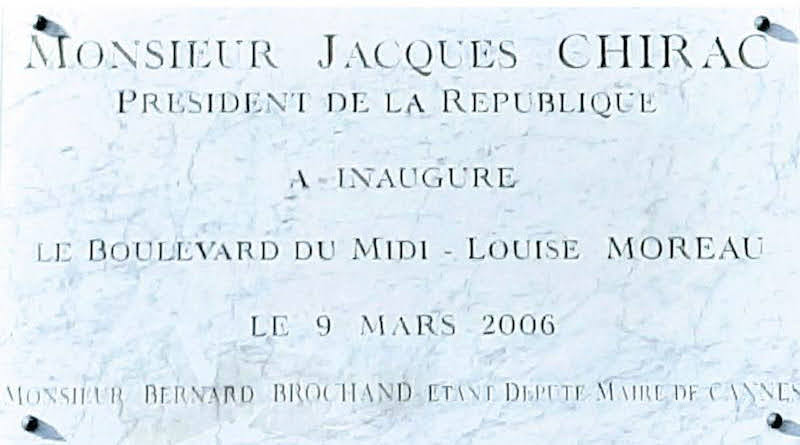
Plaque commémorative.

Le 9 mars 2006, Jacques Chirac, président de la République, inaugure à Cannes le « boulevard du Midi - Louise Moreau », à la suite de la visite du Centre spatial de Cannes - Mandelieu.